# 峨石县
峨石县，中国古县名。
唐朝总章元年（668年）置，治所在今广西壮族自治区北流市东南。为东峨州治，后为禺州治。北宋开宝五年（972年）废入北流县。 